# Magdalena Streijffert
Eva Maria Magdalena Streijffert, född 22 juli 1977 i Martin Luthers församling i Halmstad, är en svensk politiker (socialdemokrat). Hon var ordinarie riksdagsledamot 2006–2010, invald för Hallands läns valkrets, och ordförande i Socialdemokratiska studentförbundet 2005–2007. 

## Biografi
Streijffert är uppvuxen i Halmstad och studerade bland annat statsvetenskap vid Högskolan i Halmstad innan hon 2005 valdes till ordförande i Socialdemokratiska studentförbundet efter två år som förbundssekreterare i samma förbund. Hon blev omvald till posten som ordförande 2006.
Hon var riksdagsledamot 2006–2010. I riksdagen var Streijffert suppleant i EU-nämnden, försvarsutskottet, socialförsäkringsutskottet och utbildningsutskottet.
Streijffert valdes 2009 till vice ordförande i Republikanska föreningen. 2013–2016 var hon generalsekreterare för Fairtrade Sverige.